# Рицар по неволя
„Рицар по неволя“ (на английски: Dwight in Shining Armor) е американски фентъзи сериал, който е излъчен премиерно по „Бю ТВ“ на 18 март 2019 г. Първият и вторият сезон включват по 10 епизода. През 2019 г. сериалът е одобрен за нови два сезона от по десет епизода. На 16 февруари 2021 г. „Бю ТВ“ обявява, че петият сезон на сериала ще бъде последен.

## Актьорски състав
- Слоуи Морган Сийгъл – Дуайт
- Кейтлин Кармайкъл – Грета
- Джоел Макрари – Балдрик
- Даниел Бисути – вещицата Хексела
- Ивън Хофър – Члодвиг

## В България
В България сериалът е излъчен по „Дисни Ченъл“. Първи сезон започва на 10 май 2021 г. с разписание всеки делник от 19:00 ч., а на 24 май 2021 г. започва втори сезон. Дублажът е нахсинхронен в студио „Александра Аудио“. Ролите са озвучени от Августина-Калина Петкова, Владимир Зомбори, Елена Бойчева, Надя Полякова, Николай Пърлев, Виктор Иванов, Явор Караиванов, Живко Джуранов, Анатолий Божинов и други.